# Interzelluläres Zelladhäsionsmolekül 1
Intercellular adhesion molecule 1 (synonym ICAM-1, CD54) ist ein Oberflächenprotein aus der Gruppe der Integrine.

## Eigenschaften
ICAM-Proteine sind Zelladhäsionsmoleküle, die an LFA-1 binden (ein Komplex aus Integrin alpha-L und Integrin beta-2, synonym CD11a/CD18) sowie Integrin alpha-M und Integrin beta-2 (CD11b/CD18). Während der Leukodiapedese führt eine Bindung an ICAM-1 zur Assemblierung von Einstülpungen der apikalen Zellmembran von Endothelzellen. Es ist glykosyliert und phosphoryliert. Die Genexpression von ICAM-1 wird durch Interleukin-1 und Interferon-gamma verstärkt. Bei einer Arteriosklerose treten erhöhte Werte für ICAM-1 auf.
ICAM-1 ist der zelluläre Rezeptor der meisten Rhinoviren-Stämme (Kapsidprotein A oder B) und des Coxsackievirus (Kapsidprotein A21). In Patienten mit Kaposi-Sarkom wird ICAM-1 durch die virale E3-Ubiquitin-Ligase MIR-2 des HHV-8 zu Zwecken der Immunevasion einem Abbau im Ubiquitin-Proteasom-System zugeführt.
Eine Mutation im ICAM1 (K469E) führt zu einem erhöhten Risiko für eine koronare Herzkrankheit.